# Premi Nobel de Fisiologia o Medicina

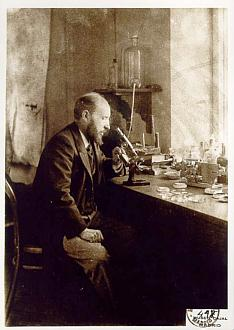
Santiago Ramón y Cajal, guanyador del nobel el 1906

El Premi Nobel de Fisiologia o Medicina, és un dels Premis Nobel que s'atorguen anualment. El guanyador el decideix l'Institut Karolinska, i el premi s'entrega a Estocolm (Suècia).